# Gens Manlia

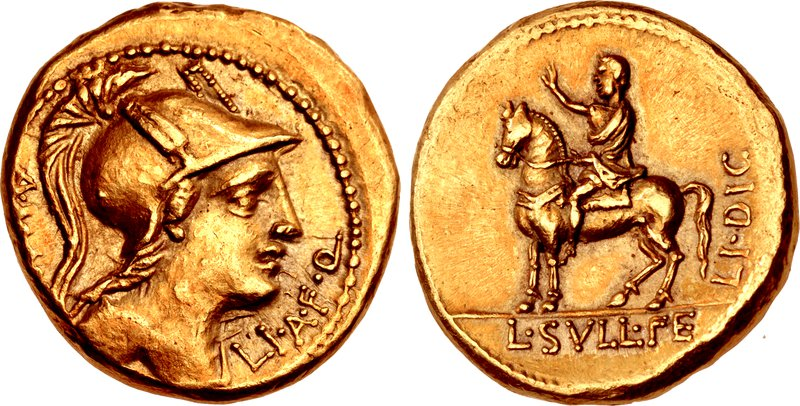
Áureo de Aulo Manlio, 80 a. C. En el anverso aparece Roma. En el reverso se muestra una estatua ecuestre de Sila, que se colocó delante de la Rostra. La cabeza de Roma se asemeja a la que aparece en los denarios de su padre.

La gens Manlia fue una de las más antiguas y nobles casas patricias de la Antigua Roma, desde los primeros días de la República hasta el tiempo imperial.  El primero de la gens en obtener el consulado fue Cneo Manlio Cincinato, cónsul en 480 a. C.
Junto con otras gentes, las ramas patricias de los Manlios formaban un grupo aristocrático dentro del patriciado llamado gentes maiores.

## Origen del gens
Se cree que los Manlii provienen de la antigua ciudad latina de Tusculum.  El nomen Manlia puede ser un apellido patronímico, basado en el praenomen Manius, presumiblemente el nombre de un antepasado de la gens. La gens Manilia derivó del mismo nombre. Sin embargo, Manius no fue utilizado por nadie de los Manlii en tiempo histórico.
La gens Manlia era uno de los más antiguos y célebres clanes patricios romanos. Posteriormente, se mencionaron algunos plebeyos de este nombre. Este nombre es con frecuencia confundido con los de Mallius y Manilius.
Cneo Manlio Cincinato fue el primer miembro de la familia en obtener el consulado y desde entonces hasta el último siglo de la República varios de sus miembros llegaron a las más altas magistraturas del Estado. Las familias de los Manlios en la República fueron las siguientes: Acidino, Capitolino, Cincinato, Torcuato, Vulsón.
En las monedas los únicos cognomina que aparecen son Torcuato y Ser; este último es interpretado de diversas maneras: puede significar Serranus, Serratus o Sergia; mientras que el último nombre indica la tribu Sergia. Los pocos plebeyos Manlios se mencionan sin ningún cognomen.
Todavía en época tardía nos encontramos con un destacado miembro de esta familia, el filósofo y poeta Boecio, cuyo nombre completo era Anicio Manlio Torcuato Severino Boecio.